# Saut en longueur sans élan aux Jeux olympiques de 1908
Pour un article plus général, voir Athlétisme aux Jeux olympiques de 1908.
Navigation
Saint Louis 1904 Stockholm 1912
L'épreuve du saut en longueur sans élan aux Jeux olympiques de 1908 s'est déroulée le 20 juillet 1908 au White City Stadium de Londres, au Royaume-Uni. Elle est remportée par l'Américain Ray Ewry.